# Theog
Theog fou un estat tributari protegit del grup d'estats de les muntanyes de Simla, sota administració del Panjab. la població era d'uns 3000 habitants i la superfície aproximadament de 26 km². Els ingressos s'estimaven vers 1880 en 330 lliures. estava dividit en 8 parganes. La capital era Theog a uns 30 km a l'est de Simla amb una fortalesa, situada a 31° 06′ N, 77° 26′ E / 31.100°N,77.433°E.
L'estat fou declarat feudatari de Keonthal per sanad del setembre de 1815. El títol del sobirà era thakur; els thakurs eren descendents dels fundadors de Ghund i Madhan al seu torn fills de un chandela rajput de Jaipur.

## Llista de ranes
- Tikka Bhup Chand (Rana Bhup Chand) 1847-1866
- Tikka Hari Chand (Rana Hari Chand) 1866-1892 (fill)
- Tikka Shumsher (Rana Shumsher Chand) 1892-1909 (fill)
- Tikka Padam Chand (Rana Padam Chand) 1909-1940 (fill)
- Tikka Karan Chand (Thakur Karan Chand) 1940-1949 (+1962) (fill)